# 初午
初午（はつうま）は、2月の最初の午の日。稲荷社の祭の日である2月の初午をいう。
明治政府の新暦採用以前は、旧暦で2月最初の午の日に祝っていたが、現在は新暦の2月最初に行うことが多い。
初午祭に初午詣（福詣）する参詣者が訪れ、これを雑節の一つとすることがある。旧暦で行う地域もあり、その場合は新暦の3月となる事もある。

## 概要

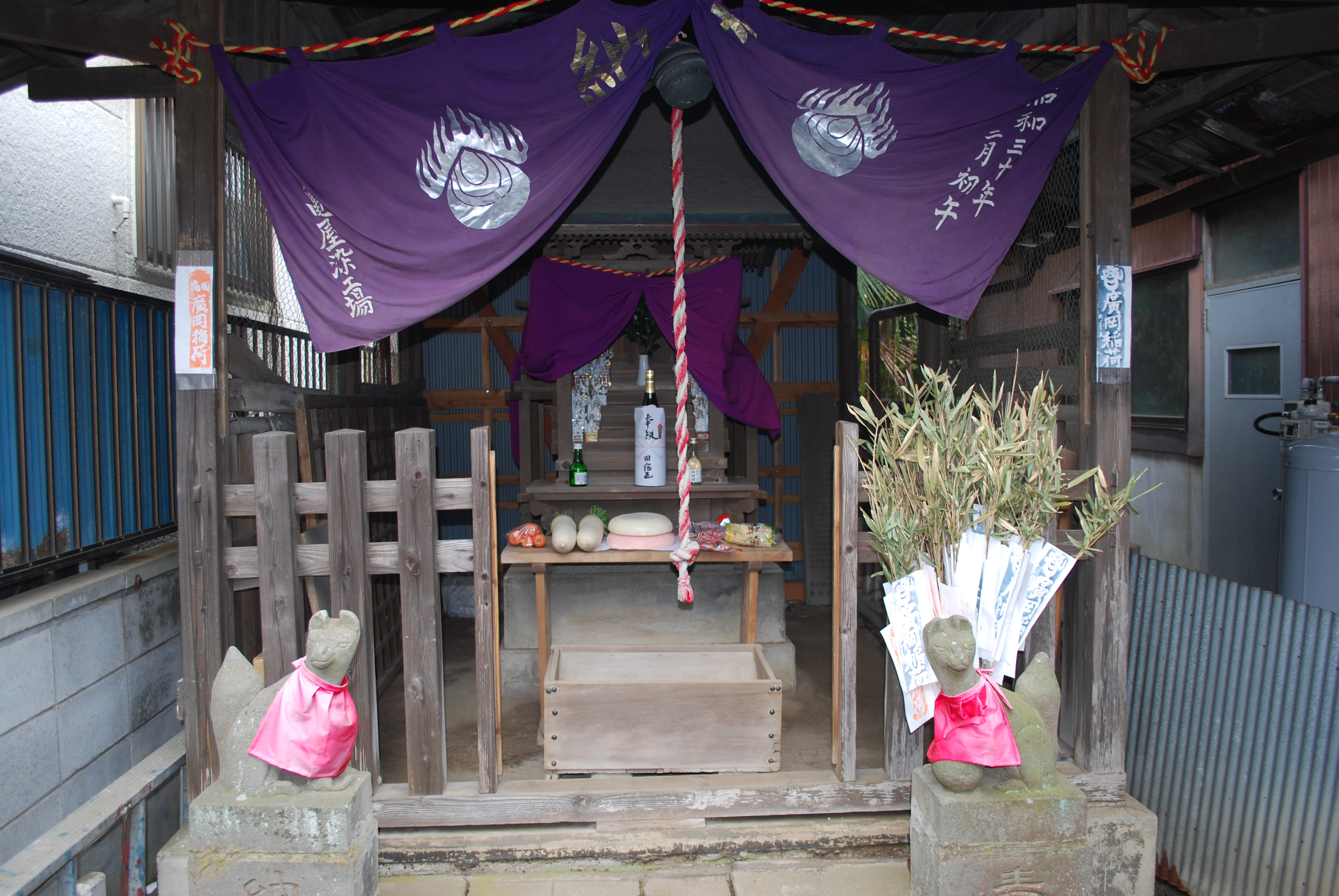
旧初午の稲荷神社。右の旗は以前子供が集めてまわった。 （千葉県香取市、2009年（平成21年）3月）
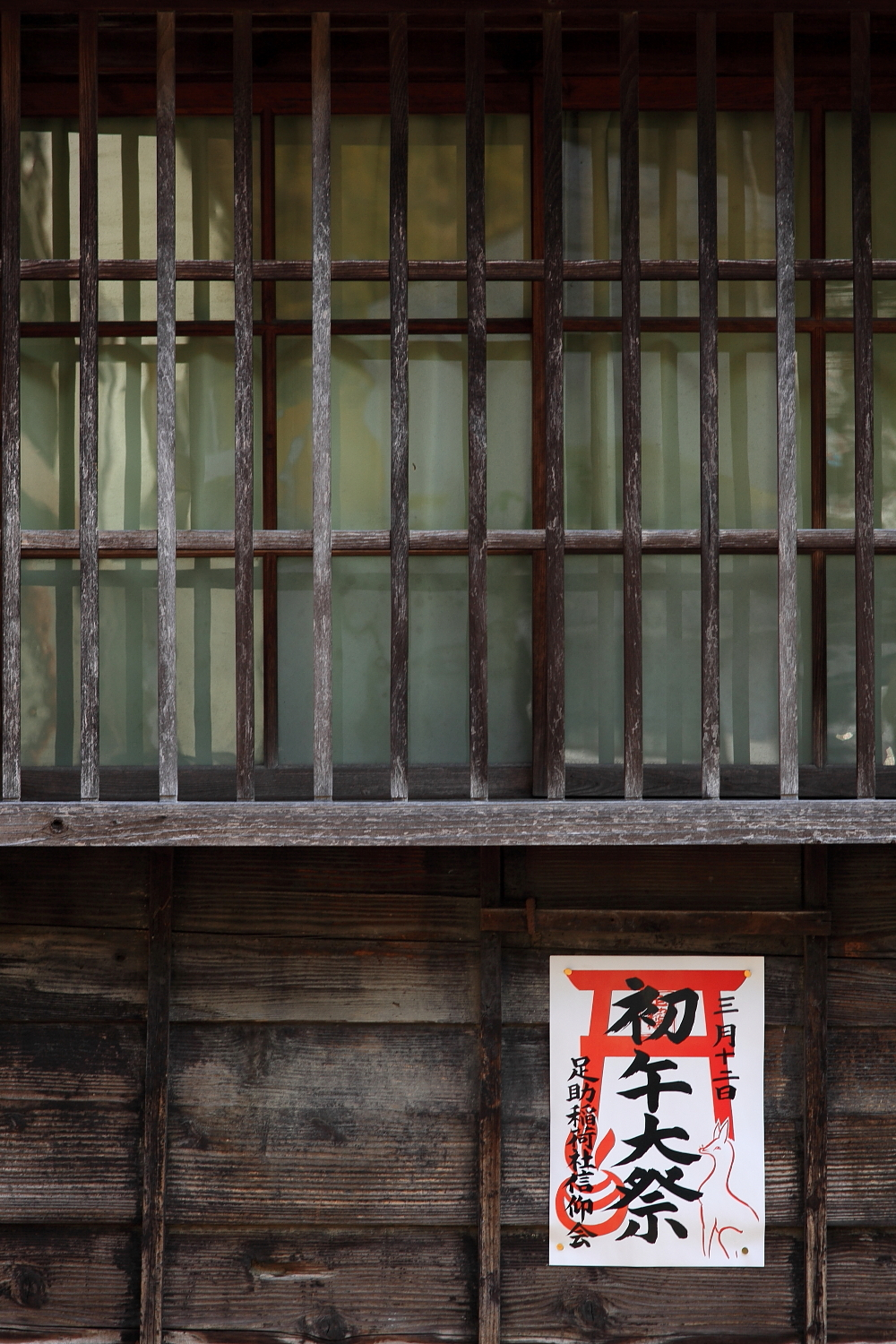
初午大祭りの予告張り紙 （愛知県豊田市、2014年（平成26年）3月）

稲荷社の本社である伏見稲荷神社のご祭神・宇迦御霊神が伊奈利山へ降りた日が和銅4年2月7日（711年2月28日）であったとされ（2月9日（3月2日）説もある）、この日が初午であったことから、全国で稲荷社を祀る。また、この日を蚕や牛・馬の祭日とする風習もある。江戸時代には、この日に子供が寺子屋へ入門した。
本来は旧暦2月の最初の午の日であるが、現在では新暦2月の最初の午の日とされている。そのため、元々は春先の行事だったのが、冬の一番寒い時期の行事となってしまった。また、2月1日〜3日の節分前から当日にかけての日が「初午」となる場合もある。
2月の2回目の午の日を二の午（にのうま）、3回目を三の午（さんのうま）と言い、これらの日にも祭礼を行う地方や、二の午もしくは三の午にのみ祭礼を行う地方もある。
初午はその年の豊作祈願が原型で、それに稲荷信仰が結びついたものである。4月初めの巳の日の菜の花祭りの夜と初午のいずれかに雨が降らないと火に祟られるとか、初午の早い年は火事が多いとかいう俗信もある。また、初午の日に、消防団員が各家庭を回って火の用心を呼びかけ、火の用心のお札を配る習慣がある地方もある。
富山県南砺市利賀村（旧・東礪波郡利賀村）の上村（うえむら）地区では、子供達が藁でできた馬（午）の頭をもって家々を回り、家の中に上がり込み囃し歌に合わせ舞う「利賀のはつうま」が行なわれる。各家庭からはお礼にお菓子やみかんなどのご祝儀をもらう。昭和57年（1982年）12月21日には「利賀のはつうま行事」として国の選択無形民俗文化財に選択され、平成16年（2004年）7月16日には、富山県の無形民俗文化財に指定されている。
奈良県ではこの初午の日に「旗飴（はたあめ）」という習慣がある。これは、子供たちが近所の家（地域によっては商売を行っている家）を訪ね廻り、旗飴をもらう。また、栃木県ではしもつかれを食べる風習がある。
この他にも油揚げ、稲荷寿司、初午だんごを供える風習もある。なお、2月11日は、全日本いなり寿司協会によって「初午いなりの日」として登録されている。